# Waszka
Waszka (ros.  Ва́шка (Ва́жка, By) ) – rzeka w europejskiej części Rosji, w Republice Komi i Obwodzie archangielskim, lewy dopływ rzeki Mezeń (zlewisko Morza Białego). Długość rzeki wynosi 605 km, powierzchnia dorzecza 21 000 km². Średni roczny przepływ w odległości 58 km od ujścia wynosi 184 m³/s.

## Przebieg rzeki
Źródła rzeki zlokalizowane są na bagnach wododziału rzek Mezeń i Dwiny w Republice Komi na wysokości 175 m n.p.m.Rzeka zasilana jest głównie wodami z opadów deszczu i śniegu. W górnym biegu rzeka płynie w kierunku północnym, następnie skręca na północny – zachód. Ujście do rzeki Mezeń jako lewy dopływ, na wysokości 23 m n.p.m.w pobliżu miasta Leszukonskoje w Obwodzie archangielskim.
Rzeka zamarza w okresie od drugiej połowy października do początku maja. W dolnym biegu jest żeglowna do 85 km od ujścia (przy wysokiej wodzie żegluga możliwa do 350 km od ujścia).
W obszarze zlewnia zlewni Waszki znajduje się około 900 jezior.
Obszar doliny rzeki jest słabo zaludniony. Największe miejscowości położone nad Waszką to Błagojewo i Leszukonskoje.